# محوطه خالو خالو (۱)
محوطه خالو خالو (۱) در شهرستان گیلانغرب، بخش مرکز ی، دهستان چله، ۴۰۰ متری جنوب غربی روستای خالوخالو واقع شده و این اثر در تاریخ ۲۷ اسفند ۱۳۸۶ با شمارهٔ ثبت ۲۲۴۴۱ به‌عنوان یکی از آثار ملی ایران به ثبت رسیده است.